# Peñaflor (Chile)
Peñaflor es una comuna y ciudad de la región metropolitana, en la provincia  de Talagante y perteneciente al sector surponiente de la conurbación de Santiago. La comuna se encuentra distante 37 kilómetros en dirección suroeste del centro de la capital .
Integra, junto con las comunas de Talagante, Melipilla, El Monte, Isla de Maipo, Padre Hurtado, María Pinto, Curacaví, Alhué y San Pedro el distrito electoral N.º 14 y pertenece a la 7.ª circunscripción senatorial (Santiago poniente).
Peñaflor posee variados sectores, uno de los más conocidos es Malloco, que es el punto de ingreso a la comuna desde Padre Hurtado.

## Historia
Francisco Solano Asta-Buruaga y Cienfuegos escribió en 1899 en su Diccionario Geográfico de la República de Chile: 536  se refiere al lugar como 'aldea':

Peñaflor.-—Aldea del departamento de la Victoria situada á unos 18 kilómetros hacia el O. de su capital San Bernardo y cuatro ó cinco al mismo punto de la aldea de Malloco. Se halla en un paraje plano, poblado de arboledas y abundante de aguas, á inmediación de la orilla izquierda del Mapocho. Es asiento de municipio que comprende el territorio de las subdelegaciones de Santa Cruz, Esperanza y la de su título, y posee escuela gratuita, estafeta, oficina de registro civil y 1,326 habitantes con los de las quintas de su contorno.

El geógrafo chileno Luis Risopatrón también lo describe como una ‘aldea’ en su libro Diccionario Jeográfico de Chile en el año 1924:: 220 

Peñaflor (Aldea). 33° 37' 70° 55' Está compuesta de hermosas quintas, cuenta con servicio de correos i escuelas públicas i se encuentra en un paraje plano, poblado de arboledas, a inmediación de la orilla E del curso inferior del rio Mapocho, a unos 4 kilómetros al W de la estación de Malloco; recibió el título de villa por decreto de 17 de marzo de 1902 i en sus vecindades se halla una veta de fierro olijisto. Se denominaba antiguamente Carrizal. 61, 1850, p. 471; 66, p. 319; 68, p. 165; 155, p. 536; i 156; pueblo en 63. p. 261; i 101, p. 443; i hacienda en 62. I I, p. 141.

Comuna caracterizada principalmente por ser antiguamente el balneario de Santiago, con el característico parque Trapiche, con bellas piscinas naturales y un parque con especies muy añosas, Hoy se mantiene esta tradición pero en Parques privados como El Idilio, entre otros importantes balnearios dentro de la comuna.
El día 19 de octubre del 2019 dentro del contexto de las protestas en Chile, ocurre la marcha más grande de la provincia con aproximadamente 15.000 personas la cual empieza en la plaza de Peñaflor y termina en la plaza de Malloco.

## Medio ambiente

### Geomorfología y componentes abióticos

Trazado simplificado de los ecosistemas y cuerpos de agua presentes en la comuna de Peñaflor.

La comuna de Peñaflor se encuentra emplazada en las unidades geomorfológicas de Cordillera de la costa y Cuenca de Santiago; y presenta según la clasificación climática de Köppen clima mediterráneo de lluvia invernal (Csb). Esta además se halla en la cuenca hidrográfica de río Maipo. Además, la comuna posee diversos cuerpos de agua, entre los que se destacan el río Mapocho.

### Componentes bióticos
Dentro del territorio de la comuna se pueden hallar los siguientes ecosistemas:
- Bosque esclerófilo mediterráneo andino donde predominan Quillaja saponaria y Lithrea caustica (Vulnerable)
- Bosque esclerófilo mediterráneo costero donde predominan Cryptocarya alba y Peumus boldus (Vulnerable)
- Bosque espinoso mediterráneo interior donde predominan Acacia caven y Prosopis chilensis (Vulnerable)

### Medidas de protección ambiental y conflictos socioambientales
Hasta 2022, la comuna de Peñaflor cuenta con las siguientes zonas que poseen algún nivel de protección ambiental:
- Humedal Río Mapocho, Talagante - El Monte (Humedal urbano)[11]
- Humedal Trapiche (Humedal urbano)[12]
- Las Lomas-Cerro Pelucón (Sitios ERB)[13]
- Mallarauco (Sitios ERB)[14]

## Administración

### Municipalidad
La Ilustre Municipalidad de Peñaflor es dirigida en el periodo 2024-2028 por el alcalde Rodrigo Cornejo Inostroza (UDI), mientras que el concejo municipal está compuesto por:
- Claudia Rubio Guzmán (REP)
- Eduardo Castro Ponce (UDI)
- Guillermo Donoso Aguilar (UDI)
- Cristián Martín Moraga (DC)
- Luis Contreras Lartiga (Ind./PR)
- José Cárcamo Morales (PCCh)
- Sebastián Contreras Uribe (FA)
- Fernando San Martín Díaz (Ind./PS)

### Representación parlamentaria
Peñaflor integra el distrito electoral n.º 14 y pertenece a la 7.ª circunscripción senatorial (Región Metropolitana). De acuerdo a los resultados de las elecciones parlamentarias de Chile de 2021, Peñaflor es representada en la Cámara de Diputados del Congreso Nacional por los siguientes diputados en el periodo 2022-2026:
Apruebo Dignidad (2)
- Marisela Santibáñez (PCCh)
- Camila Musante Müller (Ind/AD)

Socialismo Democrático (2)
- Raúl Leiva Carvajal (PS)
- Leonardo Soto Ferrada (PS)

Chile Vamos (1)
- Juan Antonio Coloma Álamos (UDI)

Fuera de coalición:
- Juan Irarrázaval Rossel (PRCh)

A su vez, en el Senado la representan Fabiola Campillai Rojas (Ind), Claudia Pascual (PCCh), Luciano Cruz Coke (EVOP), Manuel José Ossandon (RN) y Rojo Edwards (PRCh) en el periodo 2022-2030.

## Economía
En 2018, la cantidad de empresas registradas en Peñaflor fue de 1.720. El Índice de Complejidad Económica (ECI) en el mismo año fue de 1,33, mientras que las actividades económicas con mayor índice de Ventaja Comparativa Revelada (RCA) fueron Reparación de Equipo de Iluminación (250,36), Fundición de Hierro y Acero (183,61) y Actividades de Jardines Botánicos y Zoológicos, Parques Nacionales (111,48).
Peñaflor cuenta con supermercados, centros médicos, hospital, centros comerciales y gastronómicos. En los alrededores de la comuna existen variados fundos, parcelas y campos; por lo que muchas personas de Santiago han decidido migrar a Peñaflor porque aún se mantiene el ambiente rural alrededor de la capital comunal.

## Servicios públicos

### Seguridad
Las Fuerzas de Orden y Seguridad de Chile están compuestas por Carabineros de Chile y la Policía de Investigaciones de Chile o PDI. La Unidad más antigua en la zona corresponde a Carabineros de Chile con una unidad nueva denominada 56.ª Comisaría de Peñaflor, dependiente de la Prefectura Costa de Carabineros, cuenta con personal que realiza servicios preventivos en la comuna y dependen ella, la Tenencia de Carabineros Malloco. La 56.ª Comisaría cuenta con unidades de intervención comunitaria (policía comunitaria), unidad de análisis criminal y una sección de investigación policial, que corresponden a Carabineros que trabajan en investigaciones sin uniforme (civil).
La Unidad Policial territorial de la PDI en la comuna es la Brigada de Investigación Criminal Peñaflor o BICRIM Peñaflor, con área de competencia en las comunas de Peñaflor y Padre Hurtado, cuya función principal es investigar delitos de distinta índole a nivel local encomendadas por los Tribunales de Justicia y el Ministerio Público, como también acoger denuncias, entre otras labores. Esta Unidad Policial, al igual que sus pares, cuenta con grupos internos, uno de ellos dedicado a la investigación del tráfico de drogas en pequeñas cantidades, es denominado Grupo Microtráfico Cero o MT-0, además de contar con una Oficina de Análisis Criminal.

## Cultura

### Serie de televisión
En marzo de 2021 se estrena por Canal 2 de San Antonio la serie de televisión documental «Mitos y Leyendas de Peñaflor». Programa de televisión financiado por Consejo Nacional de Televisión de Chile y producida por CarzCine. 
Serie que en seis capítulos cuenta la historia de la comuna desde sus orígenes picunches, mitos republicanos en torno a las figuras de José Miguel Carrera y Manuel Rodríguez, tesoros escondidos desde los tiempos de la independencia, y sobre todo a la leyenda del hacendado del siglo XIX Don Patricio Larraín Gandarillas cuya obra de construcción del Canal de Mallarauco está envuelta en un halo de misterio que incluiría un pacto con el Mandinga, dando origen a avenida llamada popularmente "Camino del Diablo", la Cruz de Fierro, y la Virgen que corona el cerro del mismo nombre. 
La serie cuenta con la conducción de la artesana Marta Contreras, la cual con su arte popular le da vida e imagen a los mitos y leyendas con su arte en loza policromada.

## Lugares de interés
Centro de Rescate y Rehabilitación de Primates: Actualmente se ha desarrollado en forma importantísima para la localidad el Centro de Rescate y Rehabilitación de Primates que sin fines de lucro es el único centro de acogida de monos en Chile, confiere a la comuna un interés creciente en lo que respecta a protección de Fauna en peligro de extinción, interesante destacar que dicho centro tiene la Colonia de Monos Lanudos o Lagothrix más grande del mundo. 
- Cerro La Virgen:Corona la ciudad el cerro "La Virgen", en torno al cual giran varias leyendas: se dice que la Virgen que se encuentra en su cumbre fue colocada mirando hacia el lado contrario de su posición actual, en dirección al río y hacia Pelvín, para que cuidara de las cosechas. Sin embargo, todas las mañanas aparecía mirando hacia Peñaflor, por lo que se creía que la Virgen protege la comuna. También se decía que Manuel Rodríguez Erdoíza, el legendario y heroico guerrillero, construyó túneles desde la Virgen del cerro hasta el altar de la iglesia parroquial Nuestra Señora del Rosario de Peñaflor que está en el centro de la comuna, a un costado de la plaza de armas de la localidad.

## Transporte
La comuna tiene dos rutas para llegar desde el centro de Santiago; Camino a Melipilla y la Autopista del Sol. Las avenidas principales de la comuna son Vicuña Mackenna y Miraflores de las Mercedes.

## Medios de comunicación

### Radioemisoras
FM
- 88.1 MHz Radio Imagina
- 88.5 MHz Radio Concierto
- 88.9 MHz Radio Futuro
- 89.3 MHz Radio María Chile
- 89.7 MHz Duna FM
- 90.5 MHz Radio Pudahuel
- 91.3 MHz El Conquistador FM
- 91.7 MHz ADN Radio Chile
- 92.1 MHz Radio Agricultura
- 92.5 MHz Radioactiva
- 92.9 MHz Radio La Clave
- 93.3 MHz Radio Cooperativa
- 93.7 MHz Radio Universo
- 94.1 MHz Radio Rock & Pop
- 94.5 MHz Radio Universidad de Santiago
- 95.3 MHz Radio Disney
- 95.9 MHz Estación Metropolitana
- 96.5 MHz Radio Nuevo Tiempo
- 97.1 MHz Radio Corporación
- 97.7 MHz Radio Beethoven
- 98.1 MHz Radio Carabineros de Chile
- 98.5 MHz FM Dos
- 99.3 MHz Radio Carolina
- 99.7 MHz Radio Bío-Bío
- 100.1 MHz Radio Infinita
- 100.5 MHz Pauta FM
- 100.9 MHz Play FM
- 101.3 MHz Corazón FM
- 101.7 MHz Los 40
- 102.1 MHz 13c Radio
- 102.5 MHz Radio Universidad de Chile
- 102.9 MHz Radio Manantial
- 103.3 MHz Tele13 Radio
- 103.9 MHz Radio Contacto
- 104.1 MHz Romántica FM
- 104.5 MHz Radio Armonía
- 104.9 MHz Radio Colo Colo
- 105.3 MHz Sonar FM
- 106.1 MHz Radio San Ignacio (Comunitaria, Padre Hurtado) www.radiosanignacio.cl
- 106.5 MHz Radio Simpatía (Comunitaria) www.radiosimpatia.cl
- 107.3 MHz Radio Alas de Águila FM (Comunitaria) https://www.radios-chilenas.com/alas-de-aguila

AM
- 540 kHz Radio Ignacio Serrano
- 570 kHz Radio Salud
- 600 kHz Radio Tiempos Finales
- 660 kHz Radio Divina
- 690 kHz Radio Santiago
- 760 kHz Radio Colo Colo
- 820 kHz Radio Carabineros de Chile
- 880 kHz Radio Iglesia Universal
- 930 kHz Radio Nuevo Mundo
- 960 kHz Dossil Radio
- 1000 kHz Radio BBN
- 1030 kHz Radio Progreso (Talagante, El Monte, Peñaflor)
- 1140 kHz Radio Nacional de Chile
- 1180 kHz Radio Portales de Santiago
- 1300 kHz Radio Conexiones
- 1330 kHz Radio Romance
- 1380 kHz Radio Plenitud
- 1420 kHz Radio Panamericana de Chile
- 1460 kHz Radio Fe
- 1540 kHz Radio Sudamérica
- 1560 kHz Radio Manantial (Talagante, El Monte, Peñaflor)
- 1600 kHz Radio Nuevo Tiempo

### Televisión
UHF
- 24 - Canal 13
- 26 - Bío Bío TV
- 27 - Mega
- 28 - La Red
- 29 - TV+
- 30 - Chilevisión
- 31 - Telecanal[18]
- 33 - TVN
- 42 - UneteV
- 42 - TalaTV HD
- 42 - Oveja TV HD